# اس‌ام یوسی-۲۳
اس‌ام یوسی-۲۳ (به انگلیسی: SM UC-23) یک زیردریایی بود که طول آن ۱۶۱ فوت ۱۱ اینچ (۴۹٫۳۵ متر) بود. این زیردریایی در سال ۱۹۱۶ ساخته شد.